# 網元
網元（あみもと）・網主（あみぬし）とは、漁網や漁船を所有する漁業経営者のこと。これに対して網元に雇用されて労力を提供する漁師・漁夫を網子（あみこ）と呼ぶ。

## 概要

### 網元制度の成立
日本で網などを使った漁業が登場するのは中世後期であり、当時の漁村における住民の多くは半農半漁生活を送る沿岸漁村であった。沿岸漁村では網などの漁具、漁獲物の処分方法は村もしくは漁民集団の共有であり、本百姓と小作人もしくは本百姓同志間での格差は緩やかなものであった。
ところが、江戸時代中期（18世紀）になると都市の発展と農村における干鰯利用の増大によって水産物に対する需要が急速に高まり、それに答えるべく大きな網が作れる麻網の導入などの技術革新も行われた。その結果、定置網・地引網・八田網・捕鯨・カツオ漁をはじめとする沿岸漁業を中心とした各種漁法が相次いで確立された。その一方で漁業の中に貨幣経済が導入され、村の中で富裕な漁民や地主が村落（地域）の漁業権を掌握して在村ブルジョアジー的な網元へと転化し、網元を中心とした漁業へと変化していった。もちろん、その展開は地域によって異なり、共同経営型へと発展して網元が確立されなかった地域や外部からの高利貸・商業資本が漁村に進出して網元化する場合もあった。

### 網元制度の展開
網元の特徴として、第一に漁場の支配進退の権利である漁業権を個人もしくは集団で支配し、それを基盤として単独もしくは複数の網元による漁村支配を確立した。彼らの中には村役人や宮座の地位を掌握し、地域の政治・経済・祭祀の各方面において支配力を行使する者もいた。
第二に、網元と網子の身分的支配関係であって、網元は網子に住居や食物などの世話を行う一方で網元所有の農地を小作させたり前貸金を与えたりすることで土地に緊縛し、一種の借金奴隷化するなど労働力の移動を禁じたり住居を世話するといっても実際には粗末な納屋に押し込めたりといった経済外的強制を加えるなど、網子を人格的に束縛して世襲的に主従関係を維持していた。更に網子よりは緩いとはいえ、網元との主従関係にあった人々として網付商人がいる。彼らは干鰯・魚油・〆粕などといった加工品の製造にあたる商人で、網元から原料を独占的に購入できる代償として網元を通じて商品を販売することが義務付けられており、売り先の問屋や途中の宿泊宿まで定められている場合があった。こうした問屋や宿屋は、網元との血縁関係その他の強い関係を持つ者が多かった。ただし、全ての網元が人格的束縛を加えていたわけではなく、1年ごとの相互の合意によって関係が更新される地域もあった。その場合、船祝い・小正月・御盆などの恒例行事の際に網元が開いて網子を招待する酒宴の場が、更新の儀式として機能する場合もあった。また、優秀な船頭などの確保には網元も尽力し、優秀な人材を外部から求めて時には他の村の船頭などを引き抜いて現地の網元と争いになったりする場合もあった。
第三に、網元は総漁獲高のうち小物成・分一などの租税や諸経費を差し引いた上で4割から7割を網元が獲得し、残りを網子間で平等に分配した（ただし、船頭などの責任者は手当相当分が上乗せされる場合がある）。これを「しろわけ」などと称した。

### 網元制度の崩壊
幕末期の社会の混乱は漁業の世界にも及び、網子や網付商人による網元への反抗の動きも現れた。これに対して、網元は周辺の網元と連携して網子への漁獲物・給金の配分を共同で抑制し、網付商人に対する監督を強化することで彼らを抑圧しようとした。
しかし、明治維新による変動には網元たちも少なからず巻き込まれていき、九十九里浜の地引網などのように網元制度自体の没落に至った地域もあった。ところが、明治政府の漁業法制は「旧慣温存」を基本としたこともあり、一部地主・資本家への転身を図った網元は例外として、網元制度は船頭制度も歩合制度も近代漁業において重要な地位を占めた。また、旧来の営業・移動の禁止による網子や網付商人の拘束は困難になったものの、明治以来の人口の過剰傾向が網元による低賃金労働・身分的支配要素の再編・維持を可能とした。
しかし、戦後になると漁業に対しても労働法制が適用され、漁業権にも近代的な改革が行われた。更に技術革新によって魚群探知機や安価な合成繊維製魚網が登場すると、網元制の前提となる集団での漁業自体が行われなくなった。このため、網元は長年の特権を喪失し、漁業協同組合などに取って代わられて姿を消すことになった。